# Gilly Lane
Pour les articles homonymes, voir Lane.
Gilly Lane, né le 26 août 1985 à Philadelphie, est un joueur professionnel de squash représentant les États-Unis. Il atteint en mai 2010 la 48e place mondiale sur le circuit international, son meilleur classement.

## Biographie
Il se retire en décembre 2011 à seulement vingt six ans souffrant de blessures récurrentes au dos.
Après sa carrière, il devient co-entraineur de l'équipe universitaire de l'université de Pennsylvanie en juillet 2013. Dans cette université, il obtient un bachelor en histoire américaine avant sa carrière professionnelle, ainsi qu'une maîtrise en dynamique organisationnelle, gestion et leadership de 2013 à 2016. Il est l'entraîneur à temps plein de l'équipe universitaire depuis juillet 2015. Il est également membre de l'équipe nationale des États-Unis depuis avril 2012.

## Palmarès

### Finales
- Championnats des États-Unis : 4 finales (2009, 2010, 2011, 2013)